# Douglas MacArthur
Douglas MacArthur, (26. januar 1880 – 5. april 1964) født i Little Rock, Arkansas, USA, død i Washington D.C., USA.
MacArthur var en meget kontroversiel amerikansk soldat; brigadegeneral i 1918, general i 1930, generalstabschef i 1930-1935, General of the Army (femstjernet general) i 1944 – én af syv generaler, som har fået tildelt denne grad. Han blev beundret for sine brillante strategiske og taktiske evner.
Han var søn af generalløjtnant Arthur MacArthur. 
Douglas MacArthur gjorde tjeneste i den amerikanske hær i tre store krige i sin militære karriere, Første Verdenskrig, 2. verdenskrig og Koreakrigen. Under Første Verdenskrig blev han udnævnt til brigadegeneral og er den hidtil yngste (38 år) amerikanske soldat, som har opnået denne grad. 
Under 2. verdenskrig deltog MacArthur i kampene i Stillehavsområdet, hvor han ledede de amerikanske styrker i flere slag med stor succes.
I den brede befolkning blev han nationalhelt og blev tildelt graden General of the Army i 1944. 
Efter krigen var han øverstkommanderende for de amerikanske okkupationsstyrker i Japan. I denne periode ledede han genopbygningen i landet.
Ved Koreakrigens udbrud blev MacArthur udnævnt til øverstkommanderende over FN-styrkerne.
MacArthur faldt i unåde hos den politiske ledelse i USA, blandt andet på grund af sin opfattelse af at et angreb på Kina var nødvendigt sammen med brug af kernevåben. Han gjorde sig bemærket ved sit egensind og modtog med stor uvilje ordrer fra præsident Truman. 
Truman afskedigede ham som øverstkommanderende i Korea i 1951.
MacArthur var på tale som republikansk præsidentkandidat i forbindelse med præsidentvalget i 1951.

## Dekorationer
- Medal of Honor
- Distinguished Service Cross med to oak leaf clusters
- Army Distinguished Service Medal med fire oak leaf clusters
- Navy Distinguished Service Medal
- Distinguished Flying Cross
- Silver Star seks (6) sølv oak leaves
- Bronze Star Medal med Valor device
- Purple Heart with one oak leaf cluster
- Presidential Unit Citation med et sølv and et bronze oak leaf cluster
- Air Medal
- Philippine Campaign Medal
- Mexican Service Medal
- World War I Victory Medal fem battle clasps (Aisne-Marne, Champagne-Marne, St. Mihiel, Meuse-Argonne and Defensive Sector)
- Army of Occupation of Germany Medal
- American Defense Service Medal med “Foreign Service” spænde
- Asiatic-Pacific Campaign Medal med to sølv service stars og arrowhead device
- World War II Victory Medal
- Army of Occupation Medal med “Japan” spænde
- National Defense Service Medal
- Korean Service Medal med tre bronze service stars and arrowhead device
- United Nations Service Medal
- Command Aviator Badge
- Army General Staff Identification Badge
- 14 Overseas Service Bars
- Expert Badge med Rifle and Pistol bars